# Florenz Ziegfeld
Florenz Ziegfeld (Chicago, 21 maart 1867 — Hollywood, 22 juli 1932) was een Amerikaans impresario, bekend van zijn Broadway revues.

## Levensloop en carrière
Ziegfeld werd geboren in 1867. Zijn vader was een Duitse immigrant, zijn moeder was familie van de Franse generaal Étienne Maurice Gérard.
In 1907 begon hij met de revue Ziegfeld Follies. Deze zouden 24 jaar lang lopen tot 1931. Voor deze revues werkte Ziegfeld samen met grote componisten zoals Irving Berlin en George Gershwin. Verschillende van de acteurs in zijn revue zouden bekende acteurs worden zoals Fanny Brice, Barbara Stanwyck, Mary Pickford, W.C. Fields en de familie Eaton: Doris Eaton, Mary Eaton, Pearl Eaton en Charles Eaton. Ook Anna Held hoorde hierbij. Hij huwde met haar in 1897. Het paar scheidde in 1913.
In 1914 huwde Ziegfeld met actrice Billie Burke. Ze kregen samen een kind, Patricia Ziegfeld Stephenson (1916-2008), die auteur werd. Drie musicals van Ziegfeld werden verfilmd in 1929 en 1930. Ziegfeld overleed in 1932 op 65-jarige leeftijd. Vier jaar later kwam een semi-biografische film over hem uit: The Great Ziegfeld, waarin William Powell de rol van Ziegfeld speelde. In 1946 volgde een tweede film, met als titel Ziegfeld Follies.